# Vilhelm Bjerknes
Vilhelm Friman Koren Bjerknes (født 14. marts 1862, død 9. april 1951) var en norsk fysiker og meteorolog. Bjerknes betegner som en af grundlæggerne af den moderne vejrvarsling. Han var også grundlæggeren af Bergensskolen i Meteorologi (i dag Det Geofysiske Institutt ved Universitetet i Bergen.
Bjerknes blev født i Oslo (det daværende Christiania) og fik tidlig interesse for hydrodynamik. Gennem en periode var Bjerknes assistent for sin far Carl Anton Bjerknes inden for matematisk forskning. I 1890 var han assistent for Heinrich Hertz og støttede med væsentlige bidrag Hertz’ arbejde om elektromagnetisk resonans.
I 1895 blev Bjerknes professor i anvendt mekanik og matematisk fysik ved Stockholms högskola, hvor han forskede i de grundlæggende sammenhænge inden for fluid- og termodynamik. Gennem sin forskning var han med til at inspirere og støtte bl.a. V. Walfrid Ekman og Carl-Gustav Arvid Rossby, så de blev i stand til at udnytte hans resultater i deres arbejde. Herunder blev der udarbejdet metoder til kortlægning af hydrologiske, meteorologiske og termiske bevægelserne i stor skala i såvel verdenshavene som i atmosfæren, så der kunne udvikles mere professionelle vervarslingssystemer. Allerede i 1904 indså Bjerknes at resultaterne fra hans forskning kunne udnyttes i vejrvarsling.
I 1907 vendte Bjerknes tilbage til universitetet i Christiania (Oslo), hvorefter han blev professor i geofysik ved Universitetet i Leipzig i 1912. I 1917 grundlagde han Geofysisk institut ved Bergen Museum, der var med til at danne udgangspunkt for den senere grundlæggelse af Universitetet i Bergen. I Bergen skrev han bogen On the Dynamics of the Circular Vortex with Applications to the Atmosphere and to Atmospheric Vortex and Wave Motion (1921). Fra 1926 til han gik af i 1932 var han professor ved Universitetet i Oslo.
Bjerknes tog initiativ til at etablere et vejrvarslingssystem, der omfattede det norske Vestlandet. Blandt de æresbevisninger Bjerknes blev tildelt kan nævnes, at såvel på planeten Mars som på Månen findes kratere, der er opkaldt efter ham.
Meteorologen Jacob Bjerknes (1897-1975) var søn af Vilhelm Bjerknes.